# The Official International Queen Fan Club
The Official International Queen Fan Club é o fã clube oficial da banda britânica de rock Queen. Com sede em Londres, foi oficialmente fundada em fevereiro de 1974 por Pat e Sue Johnstone após o lançamento do primeiro álbum da banda. Em uma época, a associação mundial do clube chegou a ter 20.000 pessoas. Trimestralmente, a associação publica revistas com materiais exclusivos. No final da década de 1980, a associação promoveu eventos, com mensagens dos integrantes do Queen gravadas em áudio.
De acordo com o Guinness World Records, é o mais antigo fã clube de uma banda de rock do mundo em atividade.